# Benwell
Benwell är en ort i unparished area Newcastle upon Tyne, i distriktet Newcastle upon Tyne i Storbritannien. Den ligger i grevskapet Tyne and Wear och riksdelen England, i den centrala delen av landet, 400 km norr om huvudstaden London. Benwell ligger 93 meter över havet och antalet invånare är 6 500. Benwell var en civil parish 1866–1914 när blev den en del av Newcastle upon Tyne. Civil parish hade 27 049 invånare år 1911.
Terrängen runt Benwell är platt åt nordost, men åt sydväst är den kuperad. Runt Benwell är det mycket tätbefolkat, med 1 313 invånare per kvadratkilometer. Närmaste större samhälle är Newcastle upon Tyne, 3,5 km öster om Benwell. Runt Benwell är det i huvudsak tätbebyggt.